# Age Ain’t Nothing but a Number (singel)
Age Ain’t Nothing but a Number – trzeci singel promujący debiutancki album amerykańskiej piosenkarki Aaliyah pod tym samym tytułem. Jest to kompozycja autorstwa R. Kelly’ego.
W Stanach Zjednoczonych singel wydano pod koniec 1994 roku i był on pierwszym utworem Aaliyah, który w notowaniu Billboard Hot 100 uplasował się poza ścisłą czołówką (konkretnie – na pozycji #75). Na liście UK Singles Chart piosenka objęła miejsce trzydzieste drugie.
Tekst utworu opowiada historię młodej dziewczyny, która chce spotykać się ze starszym od siebie chłopakiem. Według niej – zgodnie z tytułem – wiek nie ma znaczenia w relacjach międzyludzkich.
Singel zobrazowano wideoklipem, który powstał w reżyserii Millicent Shelton w wersji czarno-białej. W klipie w rolach cameo pojawili się raper Proof, wokalistka Janet Jackson oraz brat Aaliyah, Rashad Haughton. W muzycznych stacjach telewizyjnych teledysk pojawił się wraz z początkiem roku 1995.

## Listy utworów i formaty singla
U.S./UK CD single
1. „Age Ain’t Nothing but a Number (LP Version)”
2. „Age Ain’t Nothing but a Number (LP Version [No Intro])”
3. „Age Ain’t Nothing but a Number (Instrumental)”
4. „I’m Down”
5. „The Thing I Like”

U.S. Promotional single
1. „Age Ain’t Nothing but a Number (LP Version)”
2. „Age Ain’t Nothing but a Number (LP Version [No Intro])”

## Pozycje na listach przebojów
| Notowanie (1994–1995)                  | Najwyższa pozycja |
| -------------------------------------- | ----------------- |
| UK Singles Chart                       | 32                |
| U.S. Billboard Hot 100                 | 75                |
| U.S. Billboard Hot R&B Songs           | 35                |
| U.S. Billboard Hot R&B/Hip-Hop Airplay | 30                |
| U.S. Billboard Rhythmic Top 40         | 38                |